# Zichy-kastély (Óbuda)
A barokk stílusú Zichy-kastély 1746 és 1752 között épült, közreműködtek Jäger János Henrik kőfaragómester és Bebo Károly szobrász. A melléképületek is a 18. században készültek el.

## Története

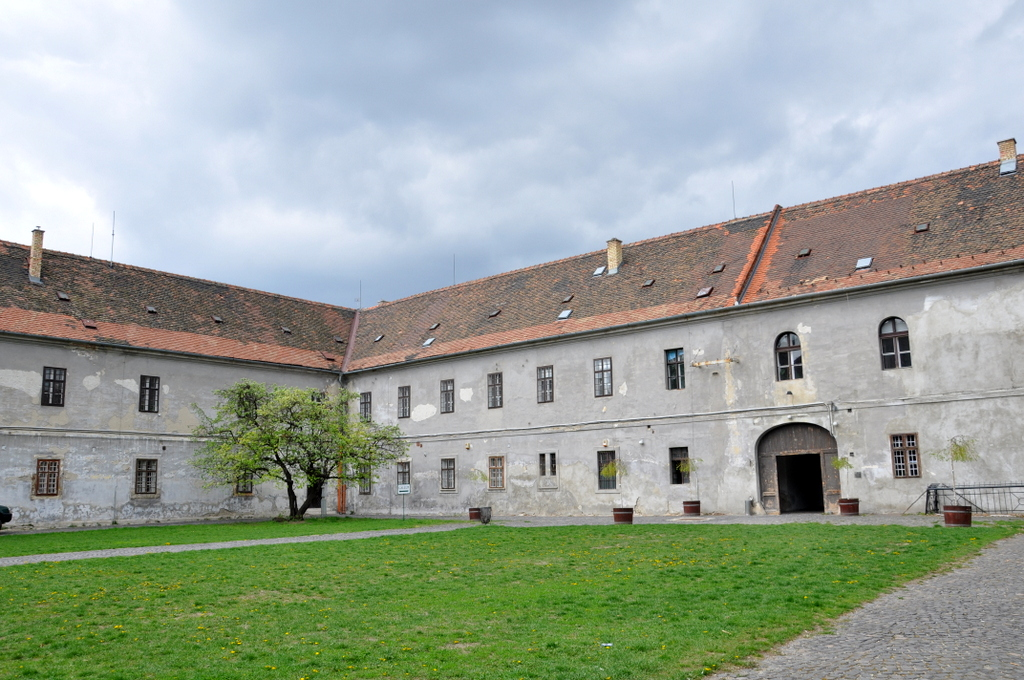
A kastélyt körülölelő melléképület egy részlete a belső udvarból

Óbuda 1659-ben került a Zichy család birtokába. Zichy Péter nevéhez fűződik Óbuda uradalmasítása, és az első kastélyt ő építtette a 18. század első évtizedeiben.
Zichy Péter halálát követően fia, Zichy Miklós tervei szerint kezdték el a kastély építését. A kastély kivitelezésére Jäger János Henriket és Bebo Károlyt szerződtette le Zichy Miklós. A főépület 1752-re készült el, a melléképületek pedig 1754 és 1757 között jöttek létre. A főépület lépcsőzetét és kápolnáját freskók díszítették, továbbá a berendezése vetekedett az akkori főúri kastélyokéval.
Zichy Miklós halála után özvegye 1766-ban életjáradékért cserébe visszaadta a birtokot a Koronának. A 19. század folyamán ruharaktárként szolgált, az 1950-es években pedig szükségszállásokat létesítettek benne. A főépület 1974-es helyreállítása óta művelődési házként funkcionál. Ma az épületegyüttesben működik a Kassák Múzeum, a  Vasarely Múzeum, a Térszínház, az Óbudai Múzeum és a népszerű Kobuci Kert.
2021-ben a kormány a Petőfi Irodalmi Múzeumnak (PIM) ajándékozta a szemben lévő óbudai-sziget déli részével együtt, amit gyaloghíddal terveznek összekötni.